# لونغوريك أند لونغولاب
لونغوريك أند لونغولاب (بالإنجليزية: Longolap and Longorik)‏ هم أبناء الرب الميكرونيزي أليولوي Aluluei.